# Dudu da Rocinha
Eduíno Eustáquio de Araújo, conhecido como Dudu da Rocinha (Rio de Janeiro, 3 de abril de 1972 — Rio de Janeiro, 8 de julho de 2013), foi um traficante de drogas brasileiro do Rio de Janeiro, que ficou conhecido por sua crueldade quando comandou os pontos de venda de droga na Rocinha, durante a década de 90.
Eduíno Eustáquio de Araújo foi preso duas vezes pelo detetive de polícia José Carlos Pereira Guimarães, a primeira no ano de 1994, porém conseguiu fugir do presídio no mesmo ano.  Foi preso novamente no ano 1995 em uma casa no alto do Morro da Rocinha, em São Conrado.
Após nova fuga, o traficante ligado ao Comando Vermelho, na madrugada do dia 9 de abril de 2004 recebeu autorização de sua facção para tomar a Rocinha de seu rival Luciano Barbosa da Silva, o Lulu da Rocinha, também integrante da mesma facção.
A invasão da Rocinha, a partir do Vidigal, procovou mortes inclusive no "asfalto", e levou o pânico à comunidade, bem como a partes da Zona Sul do Rio de Janeiro, área nobre da cidade onde a Rocinha está encravada.
Para tentar conter o clima de violência, o BOPE interveio na disputa, matando Lulu. Dudu, o responsável maior pelas mortes ocorridas naquele fim-de-semana, fugiu, refugiando-se em Saquarema, onde veio a ser preso algum tempo depois.

## Morte
Foi encontrado morto na manhã de 8 de julho de 2013, segundo a Secretaria estadual de Administração Penitenciária (Seap). Em nota, o órgão informou que, em procedimento normal de rotina, ele foi encontrado desacordado. Funcionários da unidade acionaram o serviço de emergência e Dudu da Rocinha foi levado para do complexo, onde ele morreu. A Seap, que aguarda laudo cadavérico com a causa da morte do traficante, informa ainda que abriu sindicância interna para apurar as circunstâncias do fato. O caso foi encaminhado para a Delegacia de Homicídios da Barra.
O delegado titular da Divisão de Homicídios, Rivaldo Barbosa, informou que foi realizada perícia na cela onde Dudu da Rocinha estava preso. Pelo menos quinze detentos já haviam sido ouvidos pela polícia. Ainda de acordo com o delegado, não havia marcas de espancamento no corpo do preso.